# Saint-Martin-d’Ollières
Saint-Martin-d’Ollières település Franciaországban, Puy-de-Dôme megyében. Lakosainak száma 146 fő (2022. január 1.). Saint-Martin-d’Ollières Auzon, Chassignolles, Saint-Hilaire, Fayet-Ronaye, Peslières, Saint-Jean-Saint-Gervais és Valz-sous-Châteauneuf községekkel határos.

## Népesség
A település népessége az elmúlt években az alábbi módon változott:
| Lakosok száma | 146  | 148  | 152  | 150  | 149  | 148  | 147  | 146  | 146  |
|               | 2013 | 2015 | 2016 | 2017 | 2018 | 2019 | 2020 | 2021 | 2022 |